# Utriculofera fuscapax
Utriculofera fuscapax är en fjärilsart som beskrevs av George Francis Hampson 1893. Utriculofera fuscapax ingår i släktet Utriculofera och familjen björnspinnare. Inga underarter finns listade i Catalogue of Life.